# 프리! 더 파이널 스트로크 전편
《프리! 더 파이널 스트로크 전편》(일본어: 劇場版 Free! -the Final Stroke- 前編, 영어: Free! – the Final Stroke – the first volume)는 2021년에 개봉한 일본의 애니메이션, 스포츠, 드라마 영화이다.
 카와나미 에이사쿠가 감독과 각본을 맡았다.
 일본은 2021년 9월 17일에 대한민국은 2022년 1월 20일에 개봉되었다.

## 줄거리
일본 대표로 선발되어 시드니에서 경기를 펼치게 된 나나세 하루카

대표선발전에서 1위를 차지한 선수와 투지를 불태우며 훈련한다.

시간이 흐르고 시드니에서는 수영의 절대왕자 알베르트가 기다리고

예선에서 격차를 확인한 알베르트는 돌연 경기를 포기하게 되는데...

## 출연진

### 주연
- 시마자키 노부나가 - 나나세 하루카 목소리 역
- 스즈키 타츠히사 - 타치바나 마코토 목소리 역
- 미야노 마모루 - 마츠오카 린 목소리 역
- 우치야마 코우키 - 키리시마 이쿠야 목소리 역

### 조연
- 호소야 요시마사 - 야마자키 소스케 목소리 역
- 토요나가 토시유키 - 시이나 아사히 목소리 역
- 키무라 료헤이 - 토노 히요리 목소리 역
- 요나가 츠바사 - 하즈키 나기사 목소리 역
- 히라카와 다이스케 - 류가자키 레이 목소리 역
- 미야타 코우키 - 니토리 아이이치로 목소리 역
- 스즈무라 켄이치 - 미코시바 모모타로 목소리 역
- 노지마 켄지 - 키리시마 나츠야 목소리 역
- 히노 사토시 - 세리자와 나오 목소리 역
- 스즈키 치히로 - 시기노 키스미 목소리 역
- 오노 다이스케 - 킨죠 카에데 목소리 역
- 쿠사오 타케시 - 아즈마 류지 목소리 역
- 키우치 히데노부 - 미하일 목소리 역